# Günter Schoknecht
Günter Schoknecht (* 10. März 1930; † 29. Dezember 2012 in Berlin) war ein deutscher Ingenieur und Medizintechniker. Er war langjähriger leitender Mitarbeiter im Bundesgesundheitsamt.

## Leben

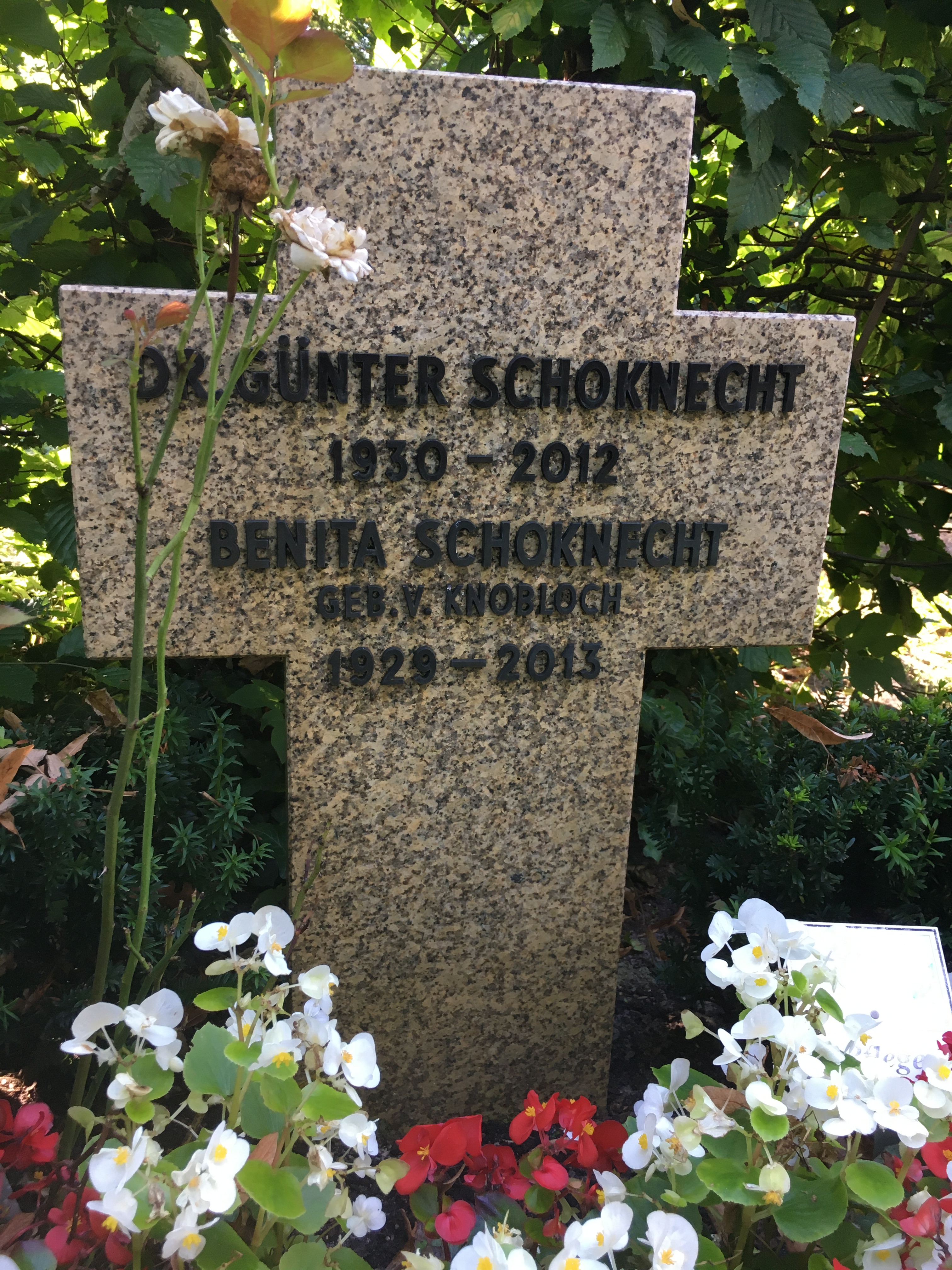
Grabstätte Günter Schoknecht

Schoknecht wurde 1957 an der Technischen Universität Berlin zum Dr.-Ing. promoviert. Er war viele Jahre am Bundesgesundheitsamt  tätig, zuletzt als Direktor und Professor, wo er u. a. im damaligen Institut für Sozialmedizin und Epidemiologie die Forschungen zu Verfahren der Atemalkoholbestimmung leitete. Später wechselte er in die Abteilung Medizinprodukte im damaligen Institut für Arzneimittel des Bundesgesundheitsamtes und späteren Bundesinstitut für Arzneimittel und Medizinprodukte.
Schoknecht war Ehrenmitglied der Deutschen Gesellschaft für Medizinische Physik e.V.
Schoknecht lebte mit seiner Frau Benita (1929–2013) in Berlin. Er ist auf dem Friedhof Zehlendorf begraben worden.

## Veröffentlichungen (Auswahl)
- Die Kristallstrukturanalyse von NaCl mit Faltungsintegralen aus absoluten Messungen der Röntgeninterferenzen mit dem Proportionalzählrohr  (Diss.), Berlin 1956
- Lichtoptische Herstellung und Diskussion der Faltungsquadrate parakristalliner Gitter (mit Wilhelm Kast und Rolf Hosemann), Forschungsberichte des Wirtschafts- und Verkehrsministeriums Nordrhein-Westfalen Nr. 173, Köln 1956
- Prüfung von elektronischen Atemalkoholtestverfahren: eine Stellungnahme des Bundesgesundheitsamtes (unter Mitarbeit von Hans-Ulrich Melchert und Wolfgang Thefeld), Berlin 1981, ISBN 3-496-02114-4
- Beweissicherheit der Atemalkoholanalyse: Gutachten des Bundesgesundheitsamtes (unter Mitarbeit von Klaus Fleck und Bernd Kophamel-Röder), Berlin 1992, ISBN 3-89429-161-3
- Der Spandauer Gesundheitstest: Ergebnisse der Erstuntersuchung 1982/1983 (unter Mitarbeit von Hans-Ulrich Melchert und Wolfgang Thefeld), Berlin 1985, ISBN 3-924403-40-6